# HiFi Jazz Records
HiFi Jazz Records war ein US-amerikanisches Jazz-Label der 1960er Jahre.
Das Plattenlabel HiFi Jazz wurde 1958 von David Axelrod in Hollywood gegründet. Er wurde in den 1960er Jahren als Produzent und A&R bei Capitol Records bekannt, als er u. a. Cannonball Adderley und weitere afroamerikanische Künstler produzierte. Auf seinem kurzlebigen Label HiFi Jazz veröffentlichte Axelrod um 1960 einige 12-Inch-LPs, bevor er 1963 zu Capitol ging. Auf dem Label erschienen u. a. Alben von Richie Kamuca (Jazz Erotica), Elmo Hope, Harold Land (The Fox) und Jimmy Witherspoon (At Renaissance, mit Gerry Mulligan und Ben Webster). Einige seiner Produktionen wurde später als Compact Disc bei Fresh Sound Records wiederveröffentlicht.